# Niels Olsen (musiker)
 For alternative betydninger, se Niels Olsen. (Se også artikler, som begynder med Niels Olsen)
Niels "Noller" Olsen (født 13. april 1954) er en dansk sanger og sangskriver, der sammen med sin bror Jørgen Olsen er kendt som Brødrene Olsen, der vandt Dansk Melodi Grand Prix 2000 med sangen "Smuk som et stjerneskud" og siden Eurovision Song Contest 2000 i Stockholm med den engelske version "Fly on the Wings of Love". 

## Karriere
Debuten i Melodi Grand Prixet var i 1978 med sangen "San Francisco" der indbragte en anden plads. Året efter i 1979 med sangen "Dans, Dans, Dans", i 1980 hed bidraget "Laila" derefter var der en pause på fem år inden de stillede op igen i 1986 med sangen "Fællessang i Parken". Alle bidragene skyldes i bund og grund at på det tidspunkt gav et plot i Grand Prixet job resten af året, alle sangene er skrevet og komponeret af Jørgen, og selvfølgelig var det også et forsøg på at trække sejr hjem efter Grethe og Jørgen Ingemann i 1963, og det lykkes også de to brødre i Melodi Grand Prix 2000, det er den største sejr for Danmark nogensinde og blev også en overlegen sejr i både det danske og det internationale Grand Prix, det er også det største hit nogensinde i Danmark i dag, og brødrene arbejder i både indland og udland på fulde drøn. 
Den 6. november 2015 udkommer Olsens første soloalbum, 60 på Sony Music. Albummet indeholder cover versioner, og gæstes af country-sangerinden Tamra Rosanes og The Eclectic Moniker-forsanger Frederik Vedersø.
Niels Olsen er født i Odense, men flyttede med familien til København. Som 11-årig i 1965 dannede han bandet The Kids med broderen og to kammerater. Han arbejdede som musikkonsulent til sejren i det internationale Melodi Grand Prix i 2000. Han og broderen Jørgen er sønner af to musikkalske forældre og brugte bl.a. musikken som bindeled til forældrene på godt og ondt.
Han er også kendt under navnet "Noller", som han fik af en kammerats mor. Da han spillede i The Kids med sin bror og et andet sæt brødre og delte navn med den ene af disse, blev moren til sidst træt af at kalde på Niels og to reagerede. I 2000 vandt han og hans bror Jørgen Olsen det danske og senere på året det internationale Melodi Grand Prix, med sangen "Smuk som et stjerneskud"/ "Fly on the wings of love".
I december 2019 stoppede Niels Olsen sin karriere som musiker på grund af sygdom.

## Privatliv
Niels Olsen blev uddannet pædagog i 1981 ved Frøbelseminariet på Frederiksberg. Han har efterfølgende taget en uddannelse som gestaltterapeut.
I 1991 blev Olsen gift med Kirsten, med hvem han har tre børn. Han har desuden en datter fra et tidligere forhold.
I 1996 blev han indlagt på behandlingscenteret Majorgaarden for at blive afvænnet fra sit alkoholmisbrug. Ifølge Olsen, begyndte han et alkohol- og stofmisbrug allerede som 16-årig, der varede indtil han var 43. Ved Melodi Grand Prix-sejren i 2000 arbejdede Olsen som kulturchef i Farum Kommune.

## Diskografi
- 60 (Ariola/Sony Music, 2015)